# Elisabeth Schrödl
Elisabeth Schrödl (n. 10 ianuarie 2002, Bubenreuth, Bavaria, Germania) este o sportivă ce a reprezentat Germania. A participat la competiții asociate Jocurilor Olimpice în care a câștigat o medalie de bronz.

## Participări
Lista de mai jos prezintă principalele competiții la care a participat Elisabeth Schrödl de-a lungul carierei.
- Jocurile Olimpice de iarnă pentru tineret din 2020[*][2]